# Rathaus Johannisthal

Historische Ansicht von 1906 mit nicht mehr vorhandenem Dachturm

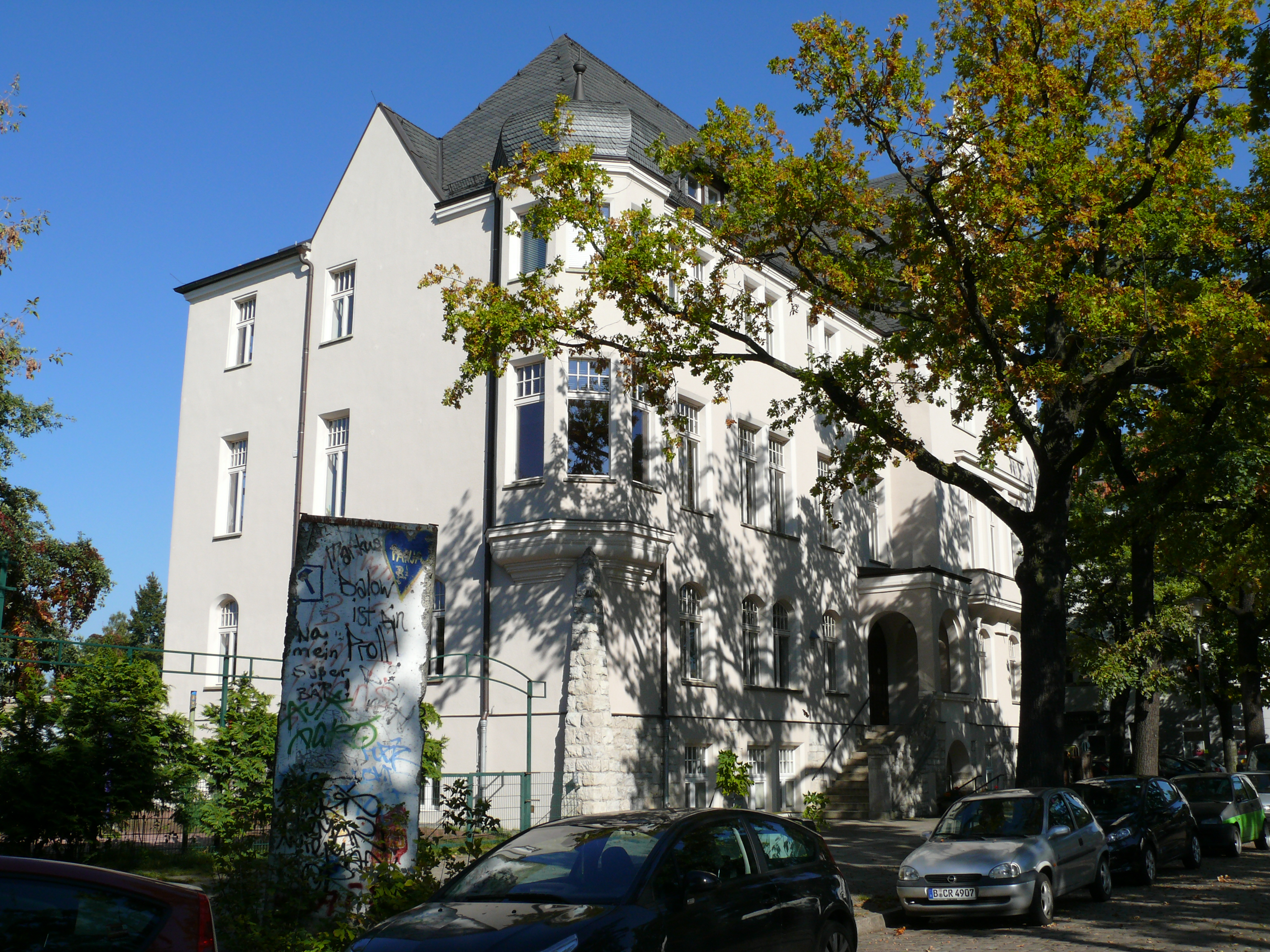
Rathaus mit vorgestelltem Mauersegment

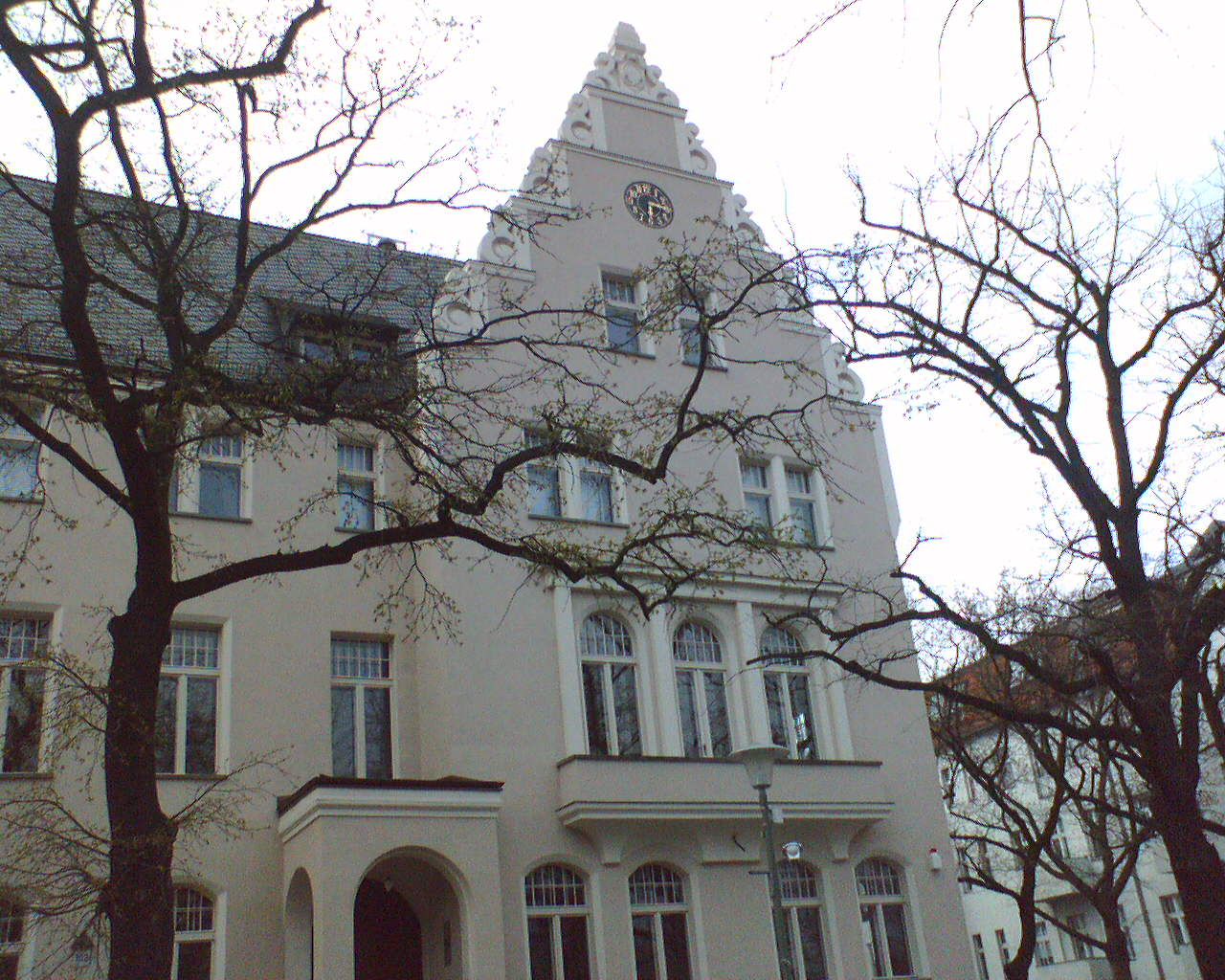
Giebel des Rathauses mit Uhr

Eingangsbereich des Rathauses mit Treppenhaus

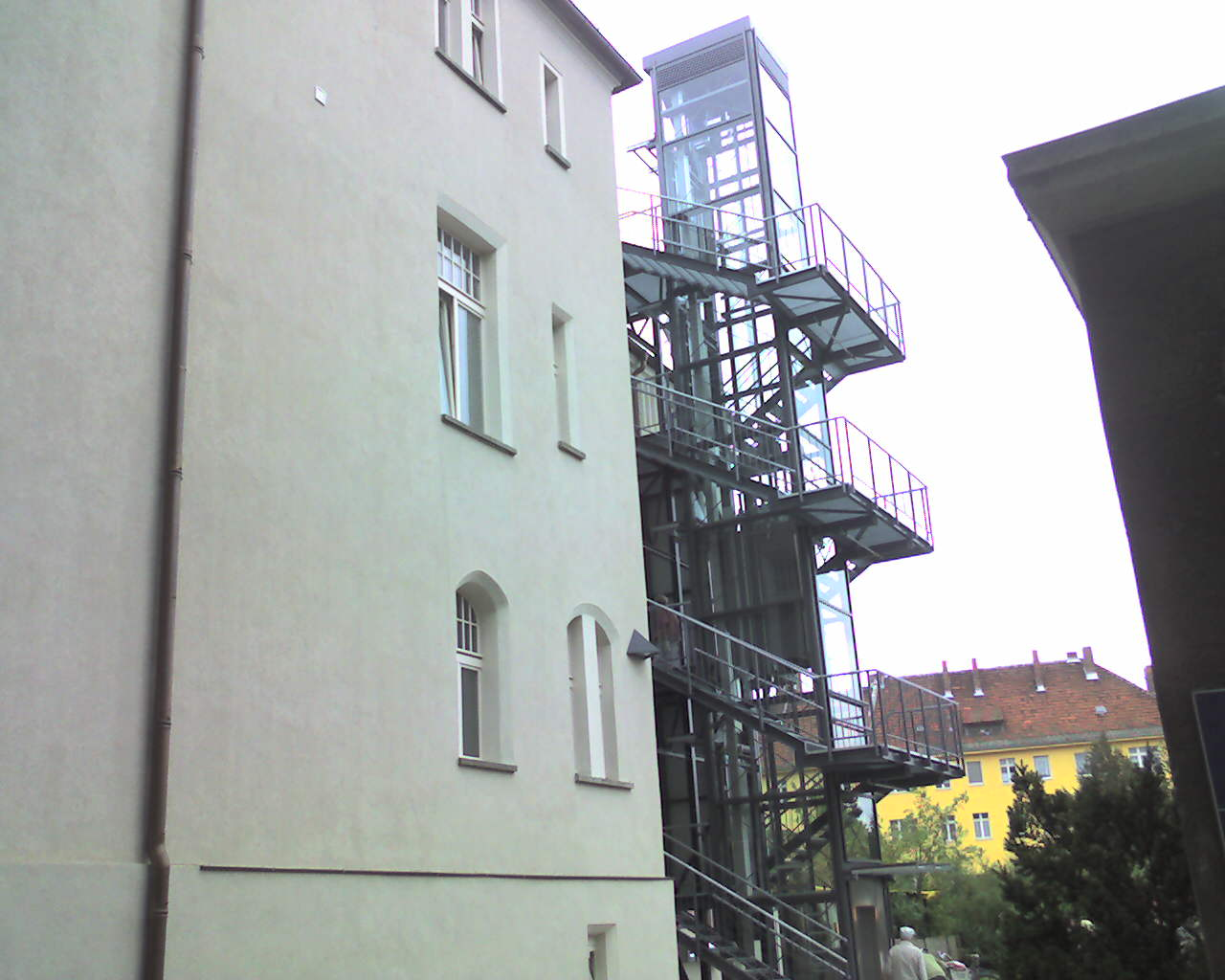
Rückseite mit neu angebautem Aufzug

Das historische Rathaus Johannisthal befindet sich am Sterndamm 102 im Berliner Bezirk Treptow-Köpenick, Ortsteil Johannisthal.
Es wurde von 1905 bis 1906 im Neorenaissancestil für die damals eigenständige brandenburgische Gemeinde Johannisthal errichtet, die im Oktober 1920 nach Groß-Berlin eingemeindet wurde.

## Geschichte
Das Johannisthaler Rathaus entstand in den Jahren 1905 bis 1906 am ehemaligen Königsplatz nach einem Entwurf des Charlottenburger Bildhauers und Architekten Georg Roensch (weitere Bauwerke u. a. Juwel-Palais Berlin-Mitte, Bootshaus des Berliner Ruder-Clubs Berlin-Wannsee). Die Kosten betrugen damals 180.000 Mark (kaufkraftbereinigt in heutiger Währung: rund 1.344.000 Euro)
Es handelt sich um einen dreigeschossigen Putzbau mit hohem Sockelgeschoss, mit Gliederungen aus Sandstein. Zum Sterndamm und zur Hoevelstraße befinden sich zwei hohe Ziergiebel. Die Westseite wurde mit einer Zwiebelhaube mit fünfeckigen Eckerker gestaltet. Bei der nach Kriegsschäden im Zweiten Weltkrieg vereinfachten Wiederherstellung des Äußeren wurden der Dachturm, die Spitzen der Ziergiebel und der Balkon über dem Haupteingang abgetragen. Das Grundstück, auf dem das Baudenkmal steht, war eine Schenkung der Erben des Freiherrn Carl Trützschler von Falkenstein.
Im Parterre des Rathauses befanden sich die Büroräume und im ersten Geschoss der Sitzungssaal mit dem von Beckmann gemalten Bildern von König Friedrich II. und Kaiser Wilhelm II. Bezug nehmend auf die Gründung Johannisthals 1753 ist Friedrich der Große als Kolonisator und Wilhelm II. als Admiral dargestellt worden. Diese Bilder sind seit den Jahren nach 1945 nicht mehr vorhanden. Die anderen beiden Stockwerke dienten als Dienstwohnungen des Gemeindevorstehers sowie einiger Gemeindebeamter, das Kellergeschoss wie heute noch als Ratskellerwirtschaft.
Mit der Eingemeindung nach Groß-Berlin im Jahr 1920 endete die Funktion des Johannisthaler Rathauses als Verwaltungssitz der Gemeinde. Ein Großteil der Aufgaben wurde in das Rathaus Treptow verlagert.
Bis zum Ende des Zweiten Weltkriegs waren dort das Gemeindeamt (Außenstelle), das Standesamt, kriegsbedingt die Kartenstelle zur Verwaltung und Herausgabe von Lebensmittelkarten, der städtische Kinderhort und eine Nebenstelle des Polizeireviers 234 (Niederschöneweide) untergebracht.
Anfang der 1940er Jahre entstand ein neues Polizeirevier in der Nähe, im Königsheideweg 248, jedoch verblieb die Kriminalpolizei weiter im Rathausgebäude, auch nach 1945. In den Kellerräumen befanden sich, neben der Ratskellerwirtschaft, auch einige Verwahrzellen der Polizei.
Die Nutzung nach 1945 als Rathaus mit den verschiedensten Institutionen, einschließlich Ratskeller als Gaststätte, erfolgte noch weiter bis etwa Mitte der 1950er Jahre.
Danach etablierte sich bis 1990 dort ausschließlich – neben Abteilungen des Ministeriums für Staatssicherheit (MfS) – die Volkspolizei-Inspektion des Stadtbezirks Treptow im Rathaus. Nach der deutschen Wiedervereinigung zog die Polizei in das Gebäude der ehemaligen Kreisdienststelle des MfS am Segelfliegerdamm um.
Das historische Rathaus konnte wieder für kommunale Zwecke genutzt werden, nachdem Umbauten mit Kosten in Höhe von 400.000 Mark erfolgten.
In der oberen Etage und im Gartenhaus befinden sich seitdem das Treptower Heimatmuseum. Weitere Räume wurden und werden durch das Bezirksamt genutzt. In den 1990er Jahren befanden sich zunächst das bezirkliche Kultur- und Schulamt im Haus, nach der Fusion der Bezirke Treptow und Köpenick im Jahr 2001 und der Verlagerung des Bezirksschulamtes nach Köpenick, war auch die Leitung der Bezirksamtsabteilung Soziales und Gesundheit zeitweise dort ansässig.
Seit Januar 1993 konnte der Ratskeller nach zahlreichen Umbauten als Gastwirtschaft wiederhergestellt werden, nachdem er lange Zeit – bis 1990 – ausschließlich für polizeiliche Verwahrzellen genutzt wurde und die separate Zugangstreppe zur Straße sogar zugemauert war.
Zur 250-Jahr-Feier Johannisthals im Jahr 2003 wurde die jahrzehntelang defekte und kaum noch erkennbar gewesene Rathausuhr durch bürgerschaftliches Engagement mit dem Sammeln von Spenden und dem Gewinnen ehrenamtlicher, handwerklicher Leistungen wiederhergestellt. Die Restaurierung der Uhr wurde 2001/02 vom Berliner Kunst- und Kupferschmied Peter Trappen ausgeführt.
Im Vorfeld des 100-jährigen Bestehens des Rathauses Johannisthals wurde das Gebäude sukzessive leergezogen und einer umfassenden, denkmalgerechten Rekonstruktion innen wie außen zugeführt. Auf die Wiederherstellung des 1945 zerstörten Dachturmes wie auch des Balkones über dem Eingang wurde dabei aus Kostengründen verzichtet. Das bisher kaum genutzte Dachgeschoss wurde neu mit Büroräumen versehen. Im Oktober 2006 erfolgte die Wiedereröffnung.
Das Rathaus Johannisthal ist seitdem durch einen Aufzug barrierefrei erschlossen. Es dient nun als soziokulturelles Zentrum mit Heimatmuseum, Seniorenfreizeitstätte und Veranstaltungsräumen. Bisherige Pläne, am Standort eine Bibliothek einzurichten, werden seit Eröffnung der Mittelpunktbibliothek Treptow im Ortsteil Niederschöneweide nicht mehr verfolgt.